# روز فرانچسکو
روز فرانچسکو (انگلیسی: Francesco Giorno؛ زادهٔ ۱۱ اکتبر ۱۹۹۳) بازیکن فوتبال است.
از باشگاه‌هایی که در آن بازی کرده‌است می‌توان به باشگاه فوتبال ویچنزا ویرتوس اشاره کرد.